# Wamba (Espagne)
Pour les articles homonymes, voir Wamba.
Wamba est une commune de la province de Valladolid dans la communauté autonome de Castille-et-León en Espagne.
Wamba est l'unique localité de la péninsule Ibérique dont le nom commence par la lettre W. La commune tire son nom d'origine gotique de Wamba, roi wisigoth du VIIe siècle.

## Histoire
Le roi wisigoth d'Espagne Réceswinthe (Recesvinto) possédait dans les environs une villa où il mourut en 672. Son successeur, le roi Wamba, y fut choisi comme roi la même année.

### Les Hospitaliers
Le lieu est connu sous le nom de Bamba durant la période médiévale, en particulier pour sa commanderie des Hospitaliers de l'ordre de Saint-Jean de Jérusalem qui dépendait du grand prieuré de Castille et León
.

## Sites et patrimoine
Les édifices notables de la commune sont :
- Église Sainte-Marie (es) (iglesia de Santa María) ;
- Chapelle de la Virgen de la Encina ;
- Chapelle del Cristo del Humilladero.

Église Sainte-Marie
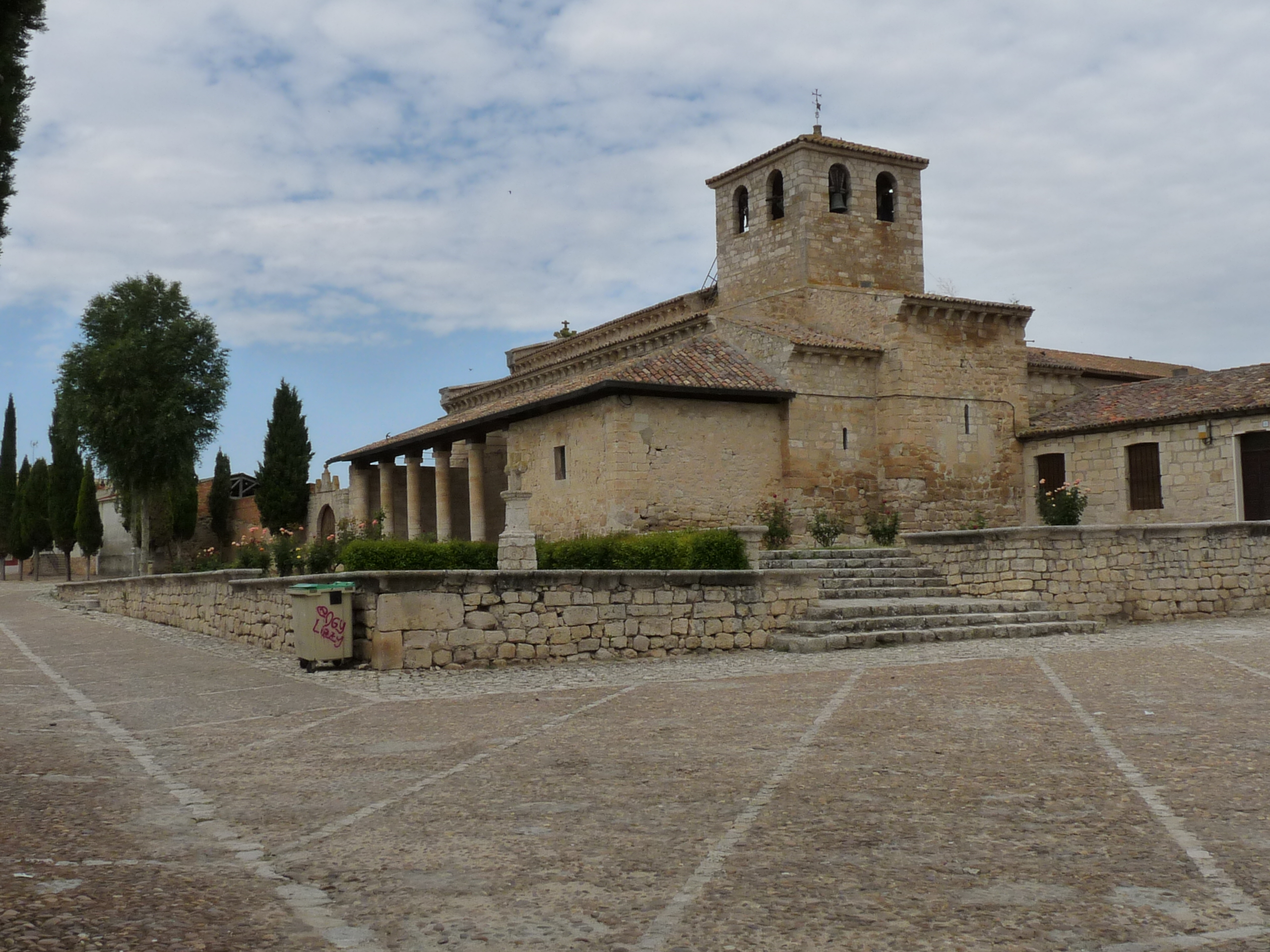
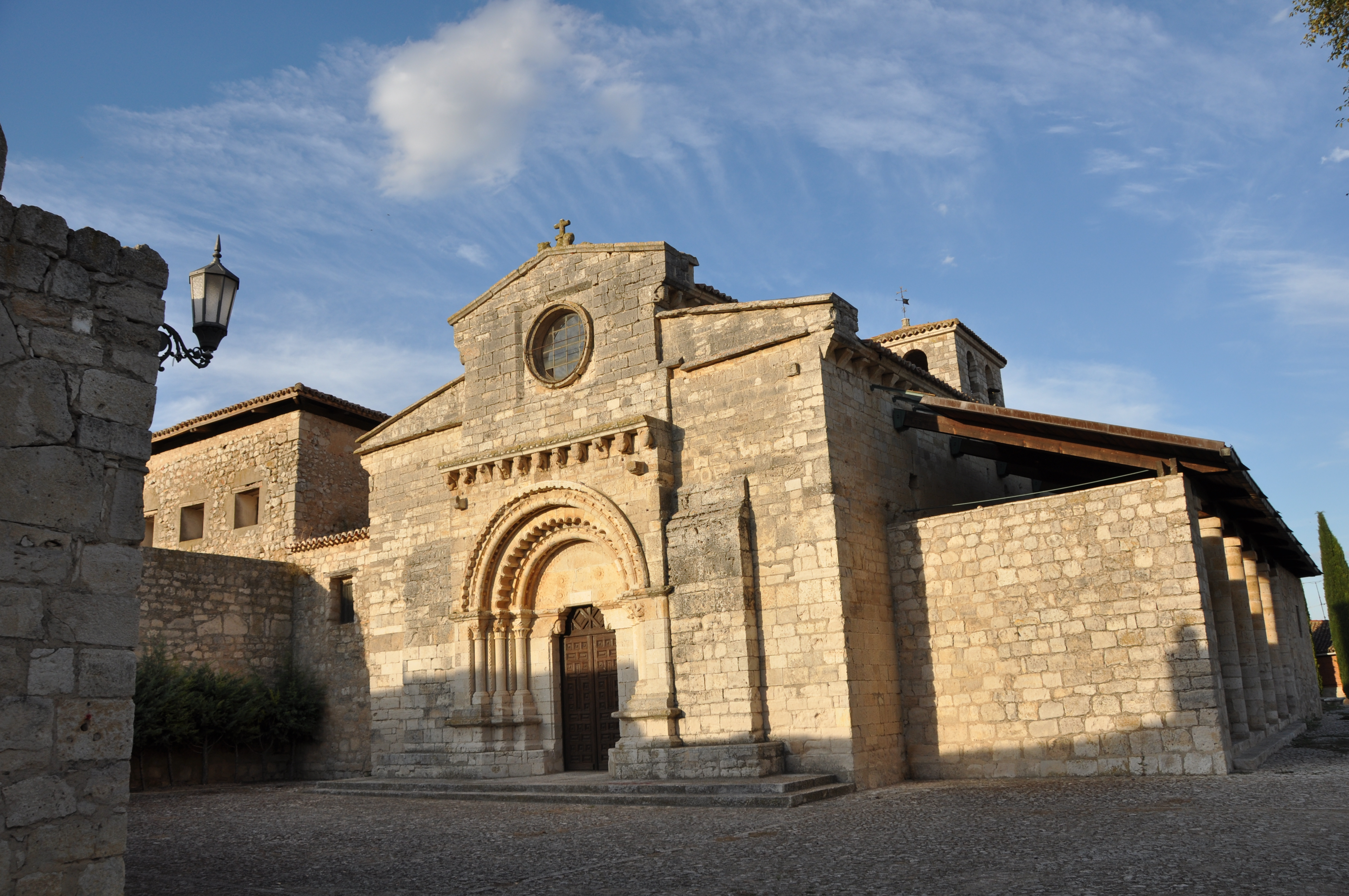
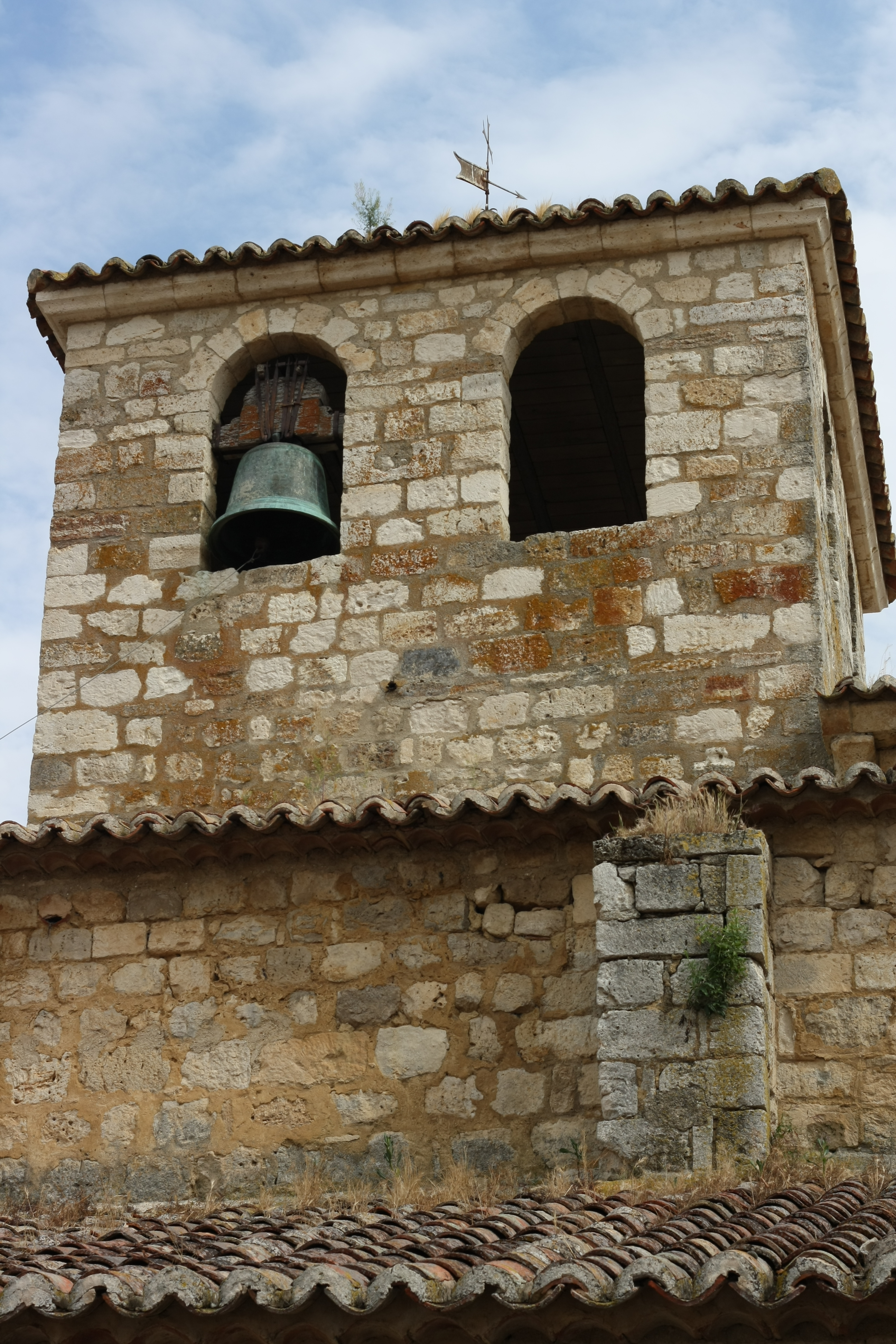
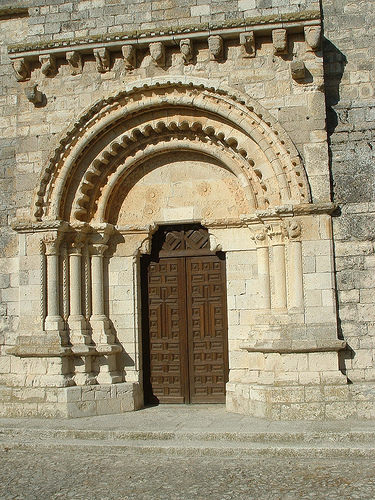

Intérieur de l'église Sainte-Marie
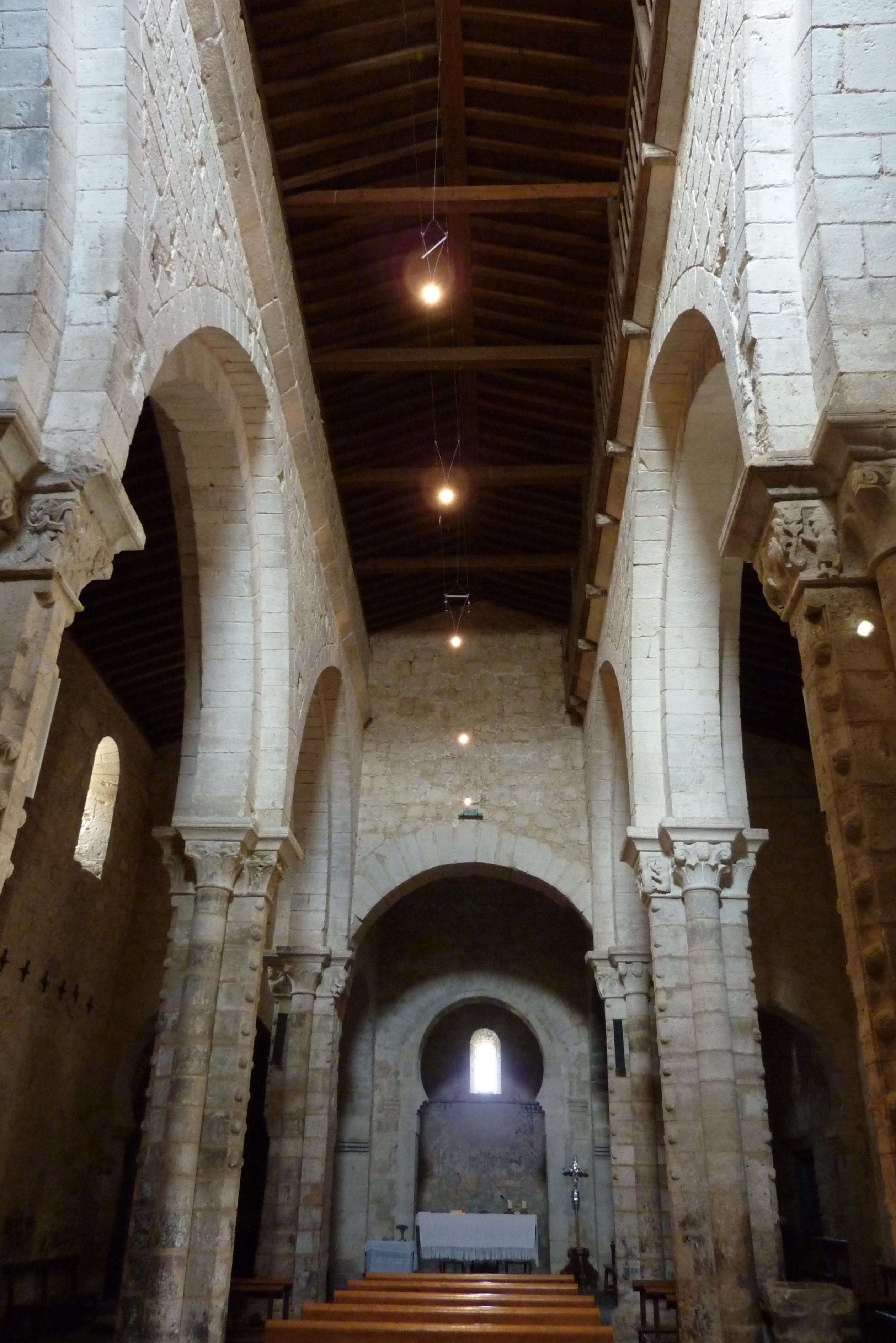
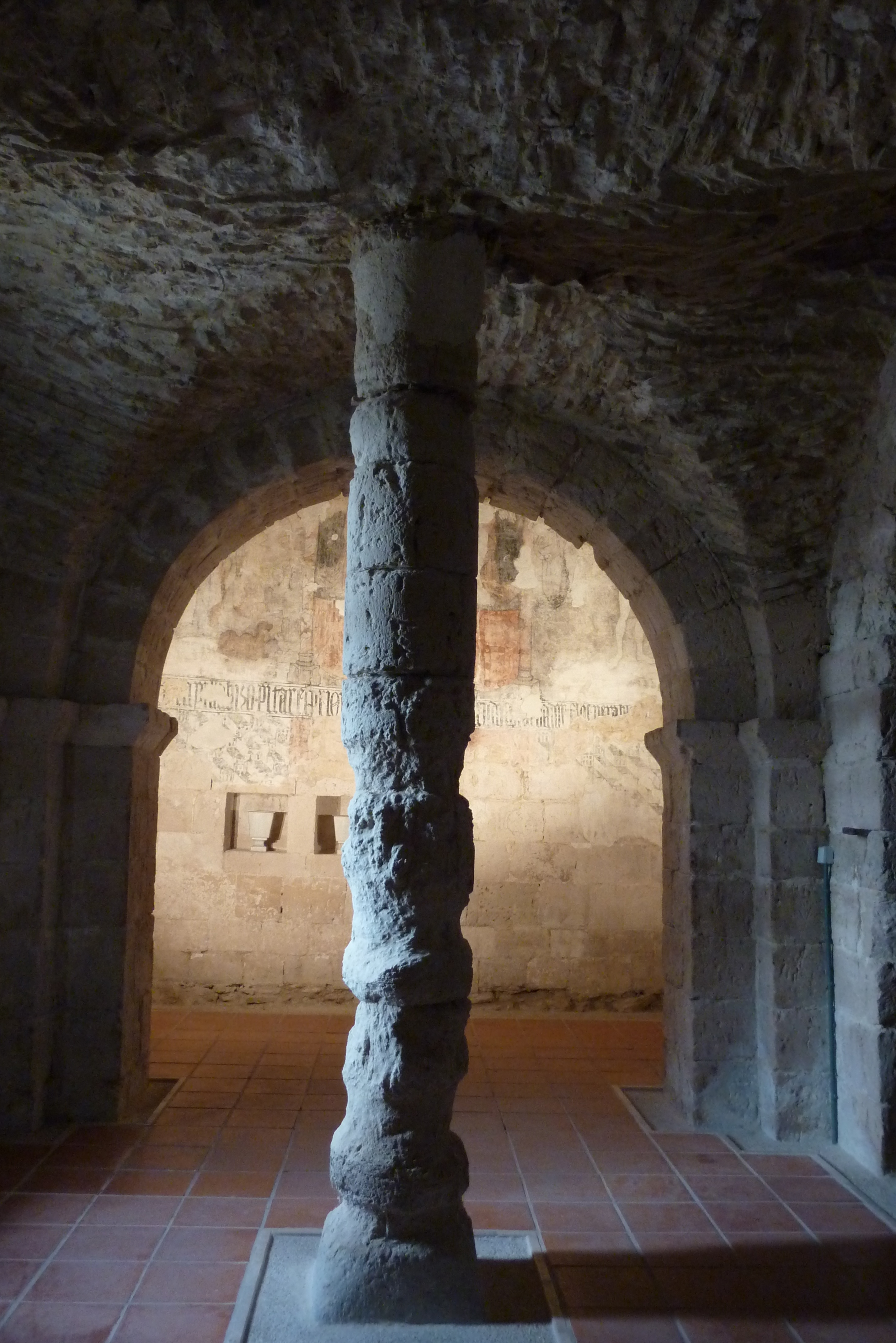
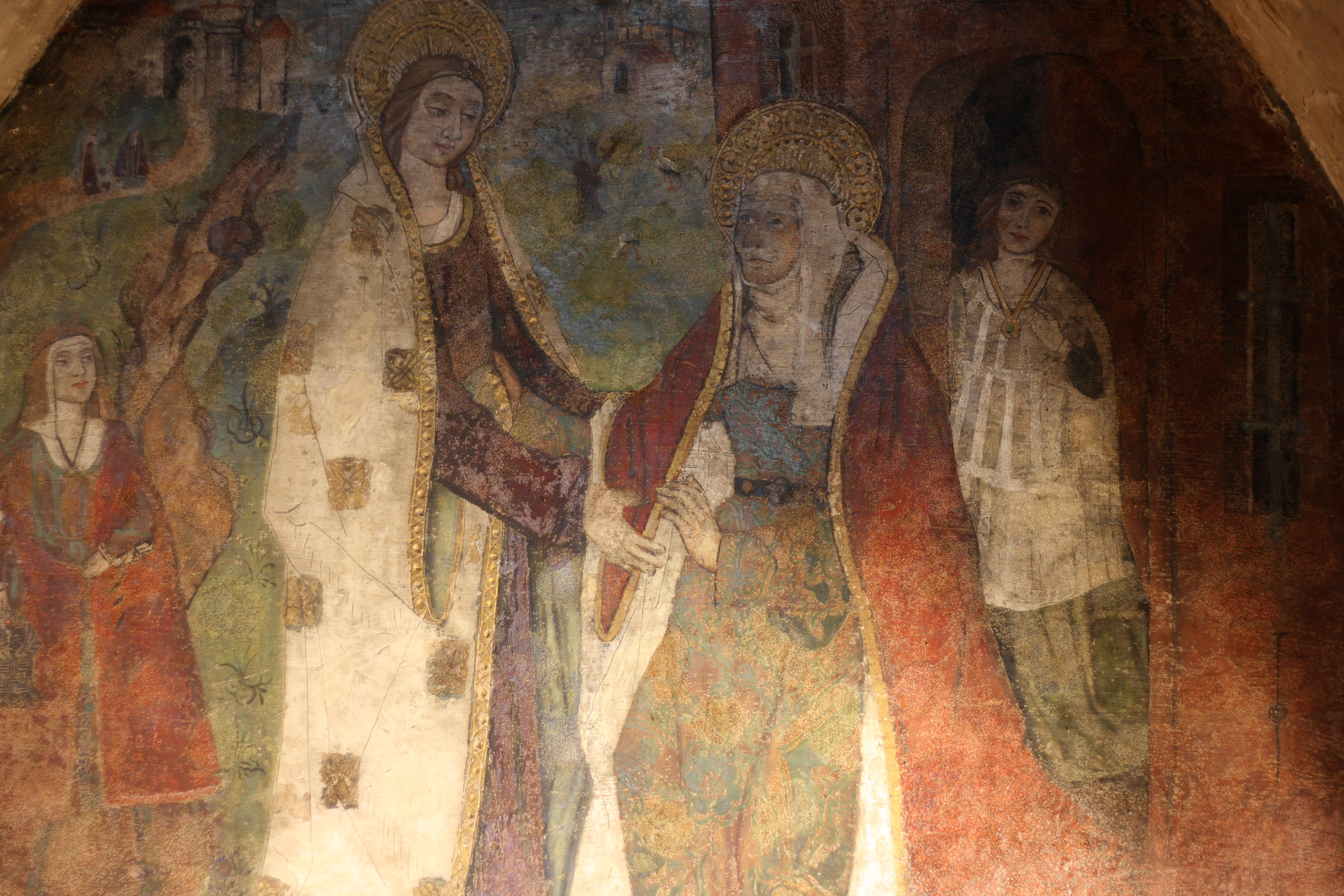
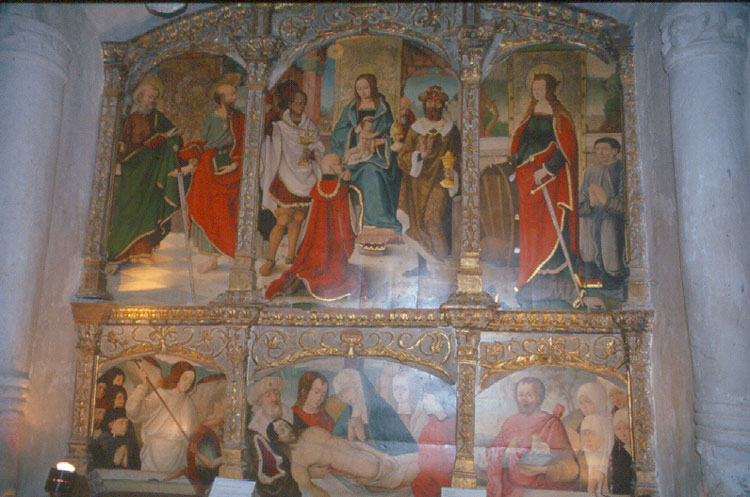
Fondation Joaquín Díaz.

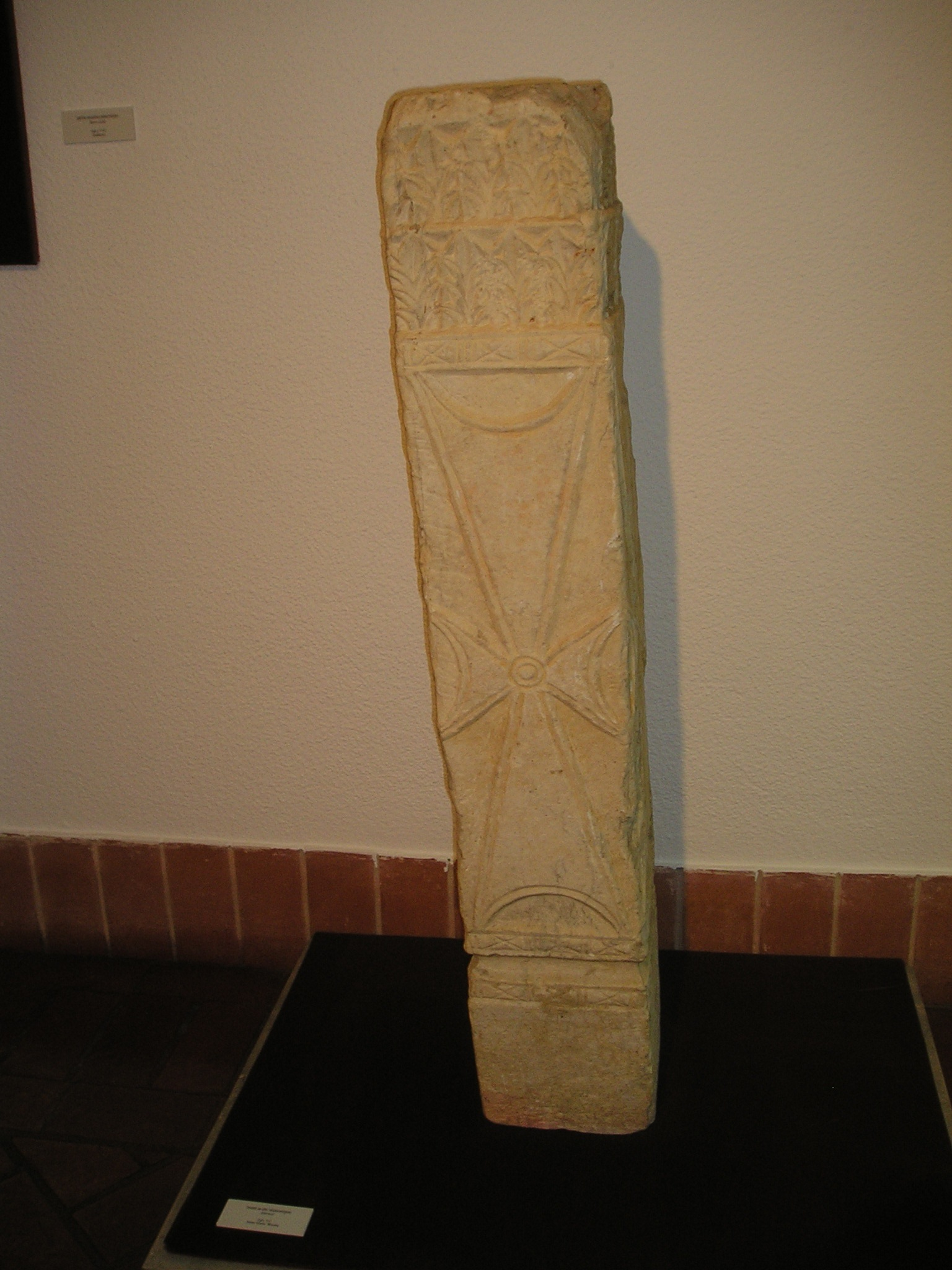
Pilastre wisigoth exposé au musée de Valladolid, vestige de l'église wisigothe primitive de Wamba.